# Ловозерская волость
Лово́зерская во́лость — административно-территориальная единица в составе Мурманской губернии РСФСР с центром в селе Ловозеро, существовавшая в 1920—1927 годах.
Ловозерская волость в составе Мурманского уезда была образована 3 марта 1920 года путём выделения из Кольско-Лопарской волости.
13 июня 1921 года Ловозерская волость вошла в новую Мурманскую губернию.
К весне 1922 года в волости были образованы следующие сельсоветы: Воронежский, Ивановский и Семиостровский. Ближе к концу года был создан Ловозерский с/с и упразднён Ивановский с/с (восстановлен 31 января 1924 года).
1 августа 1927 года Ловозерская волость была упразднена. При этом её территория в полном составе вошла в Ловозерский район.